# Меґан Нік
Меґан Нік (9 липня 1996 , Шелбурн, Вермонт ) — американська фристайлістка, фахівець із лижної акробатики, бронзова призерка Олімпійських ігор 2022 року.

## Спортивні результати

### Олімпійські ігри
| Рік  | Місто        | Акробатика |
| ---- | ------------ | ---------- |
| 2022 | Пекін, Китай | 3          |

### Кубок світу
| Сезон   | Дата           | Місце проведення  | Дисципліна | Місце |
| ------- | -------------- | ----------------- | ---------- | ----- |
| 2019-20 | 7 лютого 2020  | Дір-Веллі, США    | акробатика | 2     |
| 2019-20 | 28 лютого 2020 | Алмати, Казахстан | акробатика | 2     |
| 2020-21 | 17 січня 2021  | Ярославль, Росія  | акробатика | 1     |
| 2020-21 | 30 січня 2021  | Раубичі, Білорусь | акробатика | 1     |